# Apoclea femoralis
Apoclea femoralis är en tvåvingeart som först beskrevs av Christian Rudolph Wilhelm Wiedemann 1828.  Apoclea femoralis ingår i släktet Apoclea och familjen rovflugor. Inga underarter finns listade i Catalogue of Life.